# باول ليدوكس
باول ليدوكس هو عالم فلك بلجيكي، ولد في 8 أغسطس 1914 في Forrières ‏ في بلجيكا، وتوفي في 6 أكتوبر 1988 في لياج في بلجيكا.